# Alex Weissensteiner
Alex Weissensteiner (* 20. August 1974 in Bozen) ist ein italienischer Finanzwissenschaftler aus Südtirol, der seit 2024 als Rektor der Freien Universität Bozen amtiert.

## Leben
Weissensteiner absolvierte an der Universität Innsbruck ein Studium der Wirtschaftswissenschaften, das er 1998 mit einer Diplomarbeit zur Prozessorganisation als Magister abschloss. 2003 erlangte er an seiner Alma Mater mit einer Dissertation zum Thema Vermögensverwaltung das Doktorat, 2010 die Habilitation. Nach verschiedenen Lehraufträgen an der Universität Innsbruck, der Freien Universität Bozen, dem Management Center Innsbruck und der Universität Liechtenstein war er 2013–2014 Professor in Financial Engineering an der Technischen Universität Dänemarks. 2015 kehrte er als Associate Professor nach Bozen zurück, wo er 2019 eine Professur in Quantitative Finance erhielt. 2024 übernahm er (als erster Südtiroler) das Amt des Rektors der Freien Universität Bozen.